# Torregrossa
Torregrossa – gmina w Hiszpanii, w prowincji Lleida, w Katalonii, o powierzchni 40,74 km². W 2011 roku gmina liczyła 2234 mieszkańców.